# 1977–1978-as magyar labdarúgókupa
Az 1977–1978-as magyar labdarúgókupa küzdelmeit a Ferencvárosi TC nyerte.

## Első forduló
| 1. csapat              | Eredmény    | 2. csapat                   |
| ---------------------- | ----------- | --------------------------- |
| 1977. október 5.       |             |                             |
| Tassi KSK              | 0–5         | Vasas                       |
| Szabadegyházi KSE      | 2–6         | Ferencvárosi TC             |
| Bajai SK               | 2–2 t.: 7–8 | Bp. Honvéd                  |
| BVSC                   | 3–5         | Csepel SC                   |
| Gyulai SE              | 2–3         | Szegedi EOL AK              |
| Bábolnai SE            | 1–2         | Rába ETO                    |
| Tabi MSC               | 1–8         | Zalaegerszegi TE            |
| Nagyatádi SE           | 1–10        | Pécsi MSC                   |
| Szekszárdi Dózsa       | 0–1         | Székesfehérvári MÁV Előre   |
| Honvéd Bem J. SE       | 1–1 t.: 1–4 | Vasas Izzó                  |
| Pécsi VSK              | 6–0         | Komlói Bányász              |
| Siroki Vasas           | 0–5         | Kazincbarcikai Vegyész      |
| Miskolci VSC           | 3–2         | Debreceni VSC               |
| Tiszavasvári Lombik    | 2–0         | Borsodi Volán               |
| Körmendi Dózsa FMTE    | 3–1         | Jánosházi Játékszergyár TSZ |
| Tyukodi TSZ SK         | 3–3 t.: 9–8 | Diósgyőri VTK               |
| Honvéd Szondi SE       | 1–5         | Újpesti Dózsa               |
| Vasas Ikarus           | 1–3         | MTK-VM                      |
| Szegedi Dózsa          | 1–1 t.: 0–3 | Békéscsabai Előre Spartacus |
| Volán SC               | 1–2         | Tatabányai Bányász          |
| Tapolcai Bauxitbányász | 1–3         | Haladás VSE                 |
| Dunaújvárosi Építők    | 2–1         | Kaposvári Rákóczi           |
| Ajkai Bányász          | 1–2         | Dunaújvárosi Kohász         |
| Budafoki MTE Kinizsi   | 1–6         | Videoton                    |
| Szolnoki MÁV           | 1–1 t.: 2–4 | Szolnoki MTE                |
| Debreceni MTE          | 0–1         | Eger SE                     |
| Honvéd Rákóczi SE      | 4–1         | MÁV DAC                     |
| Perbáli TSZ SK         | 1–2         | Szegedi VSE                 |
| Zalaegerszegi Építők   | 0–0 t.: 4–5 | Sabaria SE                  |
| Nagybátonyi Bányász    | 1–0         | Salgótarjáni BTC            |
| MOTIM TE               | 3–1         | Soproni Vasas               |
| Dunaszegi TSZ SK       | 1–3         | Csornai MEDOSZ              |

## Második forduló
| 1. csapat                      | Össz. | 2. csapat                   | 1. mérk. | 2. mérk. |
| ------------------------------ | ----- | --------------------------- | -------- | -------- |
| 1977. október 12., november 9. |       |                             |          |          |
| Nagybátonyi Bányász            | 2–8   | Vasas                       | 2–6      | 0–2      |
| Szegedi VSE                    | 1–8   | Békéscsabai Előre Spartacus | 1–3      | 0–5      |
| Szolnoki MTE                   | 3–6   | MTK-VM                      | 1–1      | 2–5      |
| Vasas Izzó                     | 6–7   | Csepel SC                   | 4–4      | 2–3      |
| Újpesti Dózsa                  | 8–1   | MOTIM TE                    | 4–0      | 4–1      |
| Tatabányai Bányász             | 12–2  | Dunaújvárosi Építők         | 7–1      | 5–1      |
| Bp. Honvéd                     | 7–0   | Honvéd Rákóczi SE           | 4–0      | 3–0      |
| Tiszavasvári Lombik            | 1–5   | Szegedi EOL AK              | 1–1      | 0–4      |
| Sabaria SE                     | 5–7   | Videoton                    | 3–5      | 2–2      |
| Székesfehérvári MÁV Előre      | 4–6   | Eger SE                     | 2–4      | 2–2      |
| Tyukodi SK                     | 2–10  | Ferencvárosi TC             | 1–2      | 1–8      |
| Dunaújvárosi Kohász            | 1–5   | Kazincbarcikai Vegyész      | 0–3      | 1–2      |
| Körmendi Dózsa EMTE            | 0–18  | Rába ETO                    | 0–7      | 0–11     |
| Haladás VSE                    | 7–3   | Csornai SE                  | 3–2      | 4–1      |
| Zalaegerszegi TE               | 1–6   | Pécsi VSK                   | 0–0      | 1–6      |
| Pécsi MSC                      | 5–2   | Miskolci VSC                | 3–2      | 2–0      |

## Harmadik forduló
I. csoport
| Hely. | Csapat            | M | Gy | D | V | G+ | G– | Gk  | P  | Továbbjutás vagy kiesés |     | ÚJP | BÉK | EGER | SZEG |
| ----- | ----------------- | - | -- | - | - | -- | -- | --- | -- | ----------------------- | --- | --- | --- | ---- | ---- |
| 1.    | Újpesti Dózsa     | 6 | 5  | 1 | 0 | 28 | 5  | +23 | 11 | Az elődöntőbe jutott    |     | —   | 2–0 | 9–1  | 4–1  |
| 2.    | Békéscsabai Előre | 6 | 2  | 2 | 2 | 9  | 8  | +1  | 6  |                         |     | 2–2 | —   | 2–0  | 2–0  |
| 3.    | Eger SE           | 6 | 3  | 0 | 3 | 7  | 18 | −11 | 6  |                         | 0–5 | 2–1 | —   | 2–0  |      |
| 4.    | Szegedi EOL AK    | 6 | 0  | 1 | 5 | 5  | 18 | −13 | 1  |                         | 1–6 | 2–2 | 1–2 | —    |      |

II. csoport
| Hely. | Csapat          | M | Gy | D | V | G+ | G– | Gk | P | Továbbjutás vagy kiesés |     | FTC | PVSK | ETO | CSEP |
| ----- | --------------- | - | -- | - | - | -- | -- | -- | - | ----------------------- | --- | --- | ---- | --- | ---- |
| 1.    | Ferencvárosi TC | 6 | 3  | 2 | 1 | 6  | 3  | +3 | 8 | Az elődöntőbe jutott    |     | —   | 2–0  | 1–0 | 1–1  |
| 2.    | Pécsi VSK       | 6 | 2  | 3 | 1 | 6  | 6  | 0  | 7 |                         |     | 1–1 | —    | 2–1 | 1–1  |
| 3.    | Rába ETO        | 6 | 2  | 1 | 3 | 7  | 7  | 0  | 5 |                         | 1–0 | 1–1 | —    | 2–0 |      |
| 4.    | Csepel SC       | 6 | 1  | 2 | 3 | 5  | 8  | −3 | 4 |                         | 0–1 | 0–1 | 3–2  | —   |      |

III. csoport
| Hely. | Csapat                 | M | Gy | D | V | G+ | G– | Gk  | P | Továbbjutás vagy kiesés |     | VAS | VID | TBSC | KAZ |
| ----- | ---------------------- | - | -- | - | - | -- | -- | --- | - | ----------------------- | --- | --- | --- | ---- | --- |
| 1.    | Vasas                  | 6 | 3  | 3 | 0 | 15 | 6  | +9  | 9 | Az elődöntőbe jutott    |     | —   | 2–2 | 1–1  | 5–0 |
| 2.    | Videoton               | 6 | 3  | 3 | 0 | 11 | 5  | +6  | 9 |                         |     | 2–2 | —   | 2–0  | 3–0 |
| 3.    | Tatabányai Bányász     | 6 | 0  | 3 | 3 | 7  | 12 | −5  | 3 |                         | 1–3 | 0–0 | —   | 3–4  |     |
| 4.    | Kazincbarcikai Vegyész | 6 | 1  | 1 | 4 | 7  | 17 | −10 | 3 |                         | 0–2 | 1–2 | 2–2 | —    |     |

IV. csoport
| Hely. | Csapat      | M | Gy | D | V | G+ | G– | Gk  | P | Továbbjutás vagy kiesés |     | PMSC | HON | MTK | HAL |
| ----- | ----------- | - | -- | - | - | -- | -- | --- | - | ----------------------- | --- | ---- | --- | --- | --- |
| 1.    | Pécsi MSC   | 6 | 4  | 1 | 1 | 12 | 2  | +10 | 9 | Az elődöntőbe jutott    |     | —    | 4–1 | 3–0 | 3–0 |
| 2.    | Bp. Honvéd  | 6 | 4  | 1 | 1 | 11 | 7  | +4  | 9 |                         |     | 1–0  | —   | 2–1 | 4–0 |
| 3.    | MTK-VM      | 6 | 1  | 3 | 2 | 6  | 8  | −2  | 5 |                         | 0–0 | 1–1  | —   | 2–0 |     |
| 4.    | Haladás VSE | 6 | 0  | 1 | 5 | 3  | 15 | −12 | 1 |                         | 0–2 | 1–2  | 2–2 | —   |     |

## Elődöntő
| 1. csapat           | Eredmény | 2. csapat     |
| ------------------- | -------- | ------------- |
| 1978. augusztus 19. |          |               |
| Vasas SC            | 2–3 hu.  | Pécsi MSC     |
| Ferencvárosi TC     | 3–2      | Újpesti Dózsa |

## 3. helyért
| 1978. augusztus 20. 14:45 |

| Vasas SC                                                      | 5–3   | Újpesti Dózsa                                |
| ------------------------------------------------------------- | ----- | -------------------------------------------- |
| Gass 15' (11-esből) 58' 87' (11-esből) Becsei 46' Birinyi 50' | (1–1) | Fazekas 9' (11-esből) Fekete 82' Kerekes 89' |

| Népstadion, Budapest Nézőszám: 5000 Játékvezető: Tátrai László Asszisztensek: Füzesi Gyula, Balázs János |

## Döntő
| 1978. augusztus 20. 17:00 |

| Ferencváros                                               | 4–2 (h. u.)     | Pécsi MSC                            |
| --------------------------------------------------------- | --------------- | ------------------------------------ |
| Bálint 52' Pogány 72' (11-esből) Szokolai 94' Martos 119' | (0–2, 2–2, 3–2) | Dárdai P. 3' (11-esből) Varga I. 35' |

| Népstadion, Budapest Nézőszám: 20 000 Játékvezető: Pádár László Asszisztensek: Bártfai Róbert, Bauer Károly |

| FERENCVÁROSI TC:    |  |                 |     |     |
|                     |  |                 |     |     |
| K                   |  | Zsiborás Gábor  |     |     |
| V                   |  | Tepszics Ignác  |     |     |
| V                   |  | Bálint László   |     |     |
| V                   |  | Major Ferenc    |     |     |
| V                   |  | Vépi Péter      |     |     |
| KP                  |  | Martos Győző    |     |     |
| KP                  |  | Nyilasi Tibor   | 55′ |     |
| KP                  |  | Ebedli Zoltán   |     | 54' |
| CS                  |  | Pusztai László  |     |     |
| CS                  |  | Szokolai László |     |     |
| CS                  |  | Takács László   |     | 36' |
| Cserék:             |  |                 |     |     |
|                     |  | Pogány László   |     | 36' |
|                     |  | Mészöly Pál     |     | 54' |
| Vezetőedző:         |  |                 |     |     |
| Friedmanszky Zoltán |  |                 |     |     |

| PÉCSI MSC:  |  |                  |  |     |
|             |  |                  |  |     |
| K           |  | Katzirz Béla     |  |     |
| V           |  | Iványi Tamás     |  |     |
| V           |  | Tapaszti János   |  |     |
| V           |  | Schulteisz Gyula |  |     |
| V           |  | Kincses Viktor   |  |     |
| KP          |  | Lutz Jakab       |  | 60' |
| KP          |  | Dárdai Pál       |  |     |
| KP          |  | Pál Gyula        |  |     |
| KP          |  | Gallai István    |  |     |
| CS          |  | Lingl István     |  |     |
| CS          |  | Varga István     |  | 60' |
| Cserék:     |  |                  |  |     |
|             |  | Zsolt Tamás      |  | 60' |
|             |  | Dobány Lajos     |  | 60' |
| Vezetőedző: |  |                  |  |     |
| Szőcs János |  |                  |  |     |

A Ferencvárosi TC MNK-ban szerepelt játékosai: Zsiborás Gábor (6), Hajdú József (4), Kollár József (1) – Bálint László (7), Csider László (1), Ebedli Zoltán (10), Erdővégi György (1), Esterházy Márton (4), Giron Zsolt (7), Kelemen Gusztáv (2), Magyar István (2), Major Ferenc (9), Martos Győző (7), Megyesi István (4), Mészöly Pál (5), Mucha József (6), Rab Tibor (3), Rubold Péter (1), Nyilasi Tibor (8), Pogány László (7), Pusztai László (8), Szokolai László (11), Takács László (10), Tepszics Ignác (7), Vépi Péter (9)